# Pietro Bianchi (Architekt)

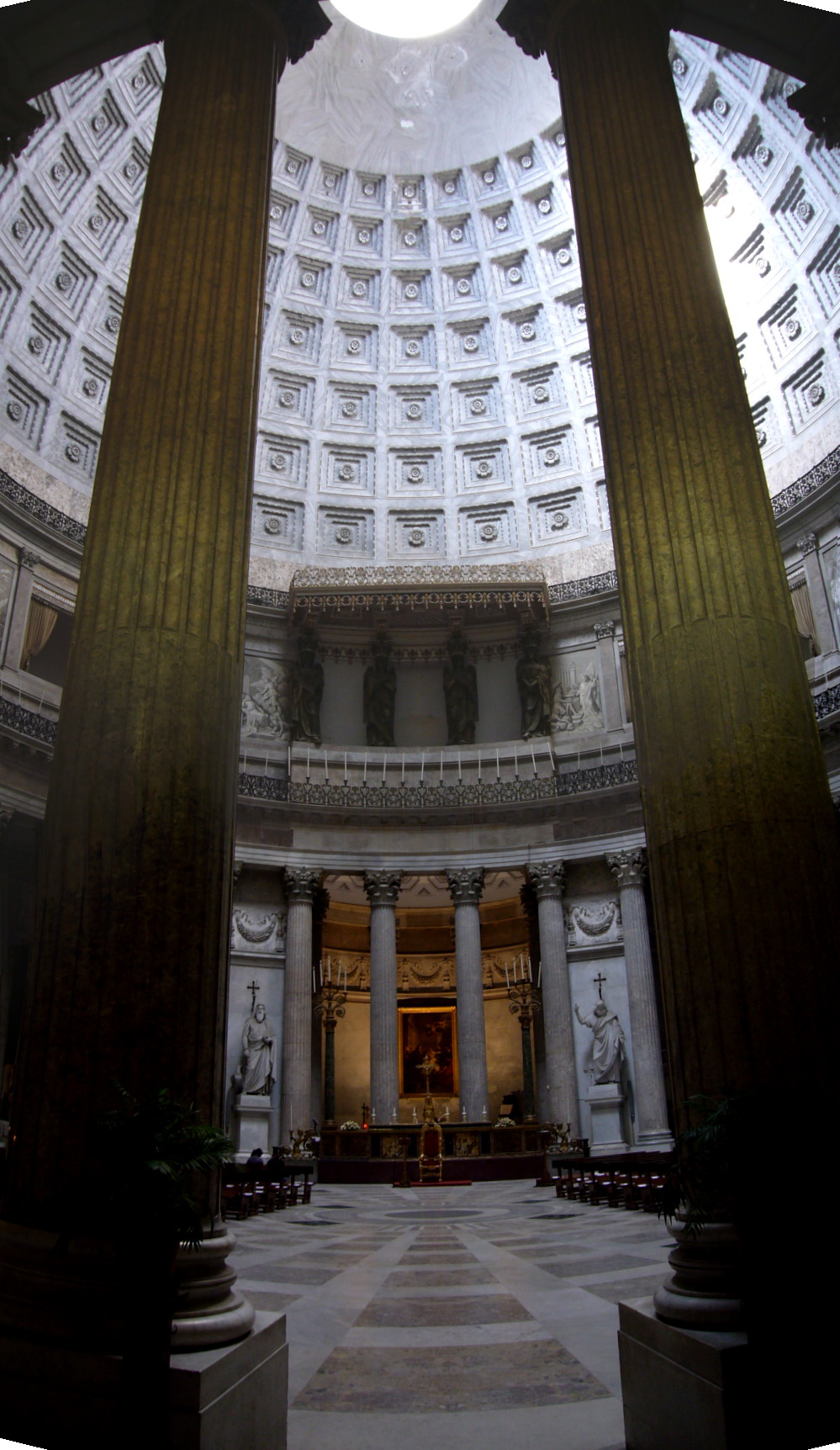
Innenraum der Basilik San Francesco di Paola, Neapel

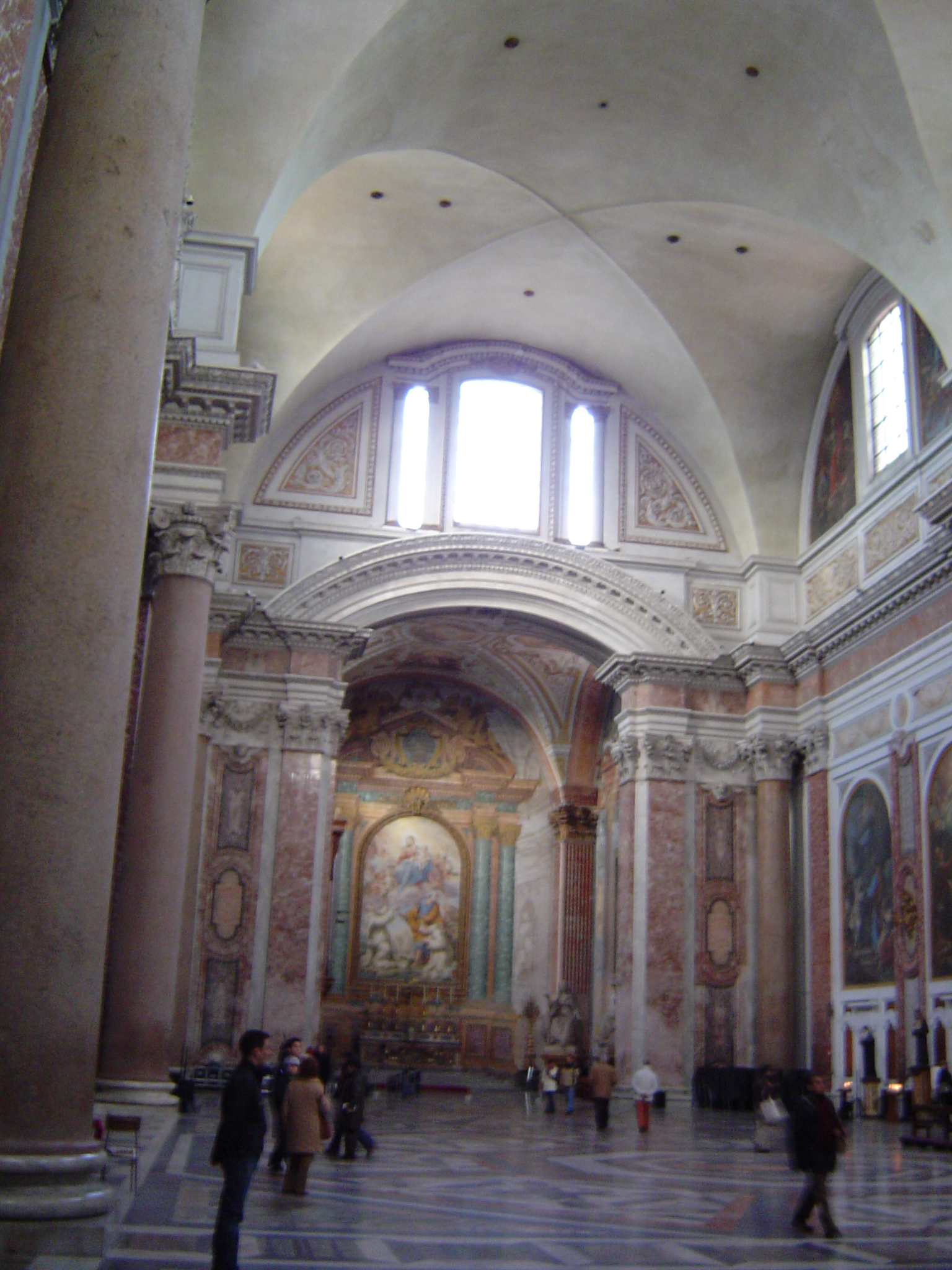
Innenraum der Kirche Santa Maria degli Angeli, Rom

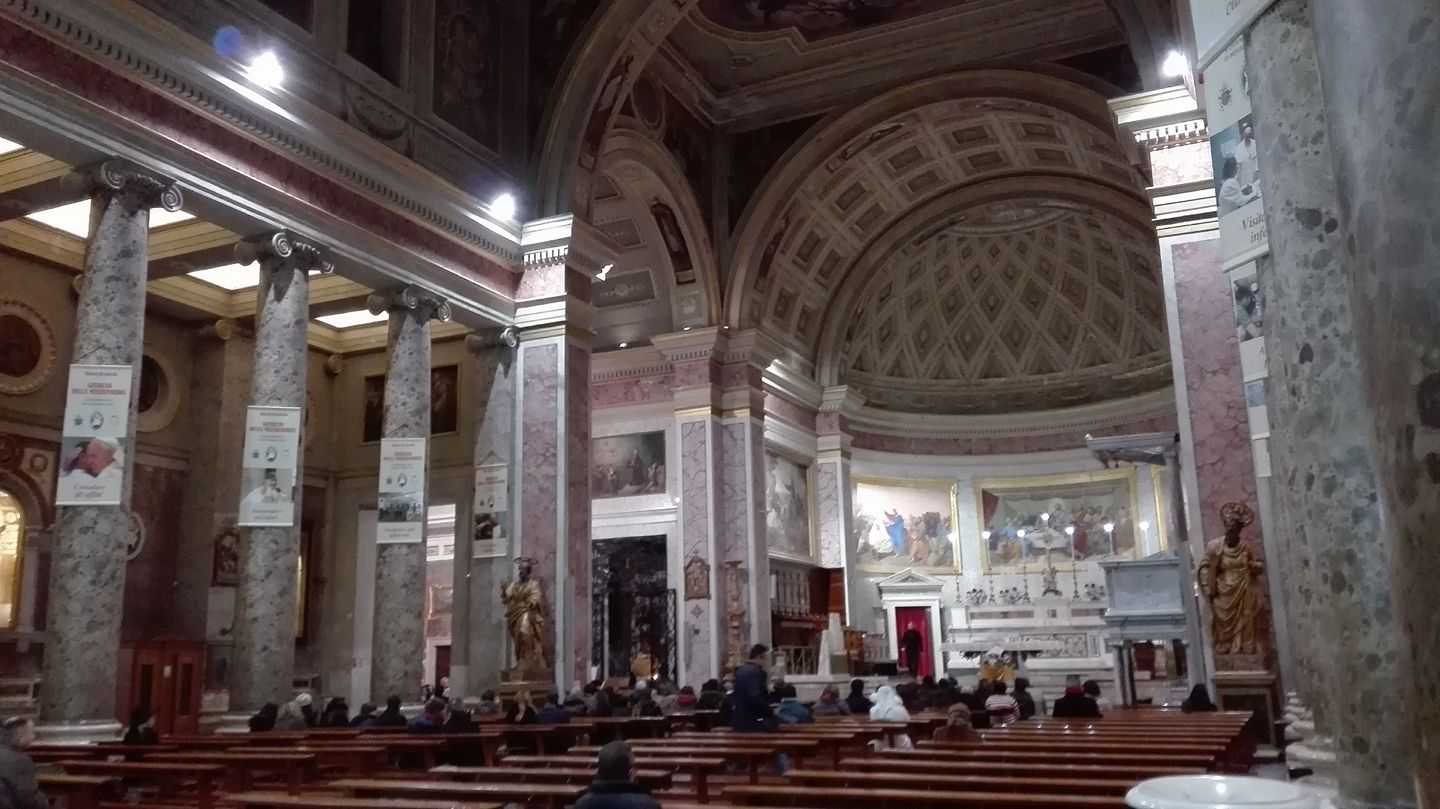
Innenraum des Doms von Caserta

Pietro Bianchi (* 26. März 1787 in Lugano; † 28. Dezember 1849 in Neapel) war ein in Italien tätiger Schweizer Architekt des Klassizismus aus dem Kanton Tessin.

## Leben
Pietro war Sohn des Francesco Antonio aus Lugano und dessen Ehefrau Annamaria geborene Buonvicini. Er heiratete Caterina Pisoni, von Ascona, wohnhaft in Rom. Nach dem Besuch des Gymnasiums bei den Somaskern in Lugano besuchte er 1803 in Mailand die Ornament- und Architekturkurse von Giocondo Albertolli und Giacomo Albertolli an der Accademia di Belle Arti di Brera und nahm Privatstunden beim Architekten Luigi Cagnola. Im Jahr 1806 schloss er als Ingenieur-Architekt an der Universität Pavia ab. Als Zwanzigjähriger ging er nach Rom, um dort mit Erfolg die antiken Denkmäler zu erforschen.
Vermessungen, Zeichnungen und grafische Wiedergaben antiker Denkmäler zeugen von seiner Tätigkeit als Archäologe in Rom und dann in Neapel, die von zahlreichen akademischen Würdigungen gekrönt war. Bianchi schloss Freundschaften mit Antonio Canova, Gaspare Fossati und Bertel Thorvaldsen. Sein bekanntestes Werk ist die Päpstliche Basilika San Francesco di Paola in Neapel, inspiriert von den Formen des Pantheon in Rom. Sie wurde zwischen 1817 und 1846 zur Bekrönung der Piazza del Plebiscito erbaut. Er entwarf später auch einen Palast in Varese.
1822 wurde er Architekt des Königshauses der Bourbonen, für das er den Thronsaal des Königspalastes von Caserta (1824) entwarf und an zahlreichen Renovierungen und Umbauten der königlichen Gebäude beteiligt war. Der Thronsaal ist der grösste der königlichen Gemächer. Etwa ein halbes Jahrhundert lang blieb er schmucklos und wurde dann im Auftrag von Franz I. von Pietro Bianchi restauriert. Die Arbeiten begannen 1827, wurden mehrmals unterbrochen und wieder aufgenommen und erst 1845 vom Architekten Gaetano Genovese abgeschlossen. Im Jahr 1824 wurde Bianchi zum Direktor der Altertümer des Königreichs beider Sizilien ernannt; 1827 wurde er mit den Ausgrabungen in Ercolano, Pompeji und Paestum betraut.